# Naissance en 874
Naissance
- 870
- 871
- 872
- 873
- 874
- 875
- 876
- 877
- 878

Cette page dresse une liste de personnalités nées au cours de  l'année 874 :
- Abou Hassan al-Achari, théologien de l'Islam.
- Liu Yin (en), seigneur de guerre chinois.
- Lothar II (en), comte de Stade.
- Meng Zhixiang (en), général chinois (Tang postérieurs).
- Wang Shifan (en), seigneur de guerre chinois.

date incertaine (vers 874)
- Oda, reine de Francie orientale puis impératrice.

## Crédit d'auteurs
- Cet article est partiellement ou en totalité issu de l'article intitulé « 874 » (voir la liste des auteurs).